# Llista de cràters d'Epimeteu
En aquest article només es mostra els noms oficials aprovats per la Unió Astronòmica Internacional (UAI).
Aquesta és una llista de cràters amb nom d'Epimeteu, un dels satèl·lits naturals de Saturn. Va ser descobert per Richard L. Walker el 1966. A Epimeteu van arribar les sondes espacials Voyager 1 i Cassini-Huygens. En qualsevol cas, les dades recollides durant els sobrevols no van ser suficients per determinar les coordenades i les dimensions de les característiques de la superfície per a les quals la UAI identifica les característiques mitjançant mapes fotogràfics. S'espera que altres missions proporcionin dades més precises.
El 2019, els 2 cràters amb nom d'Epimeteu representaven el 0,03% dels 5475 cràters amb nom del Sistema Solar. Altres cossos amb cràters amb nom són Amaltea (2), Ariel (17), Cal·listo (142), Caront (6), Ceres (115), Dàctil (2), Deimos (2), Dione (73), Encèlad (53), Eros (37), Europa (41), Febe (24), Fobos (17), Ganímedes (132), Gaspra (31), Hiperió (4), Ida (21), Itokawa (10), Janus (4), Japet (58), Lluna (1624), Lutècia (19), Mart (1124), Mathilde (23), Mercuri (402), Mimas (35), Miranda (7), Oberó (9), Plutó (5), Proteu (1), Puck (3), Rea (128), Šteins (23), Tebe (1), Terra (190), Tetis (50), Tità (11), Titània (15), Tritó (9), Umbriel (13), Venus (900), i Vesta (90).

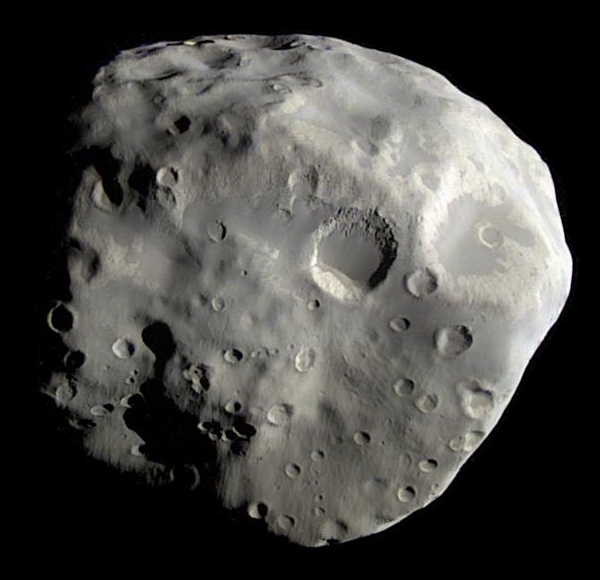
Imatge de la regió del pol sud d'Epimeteu presa per la sonda Cassini, 2007. La imatge mostra el que podria ser les restes d'un cràter d'impacte de gran abast que cobreix la major part d'aquesta cara i que podria ser responsable de la forma una mica aplanada de la part sud d'Epimeteu (116 km de diàmetre)
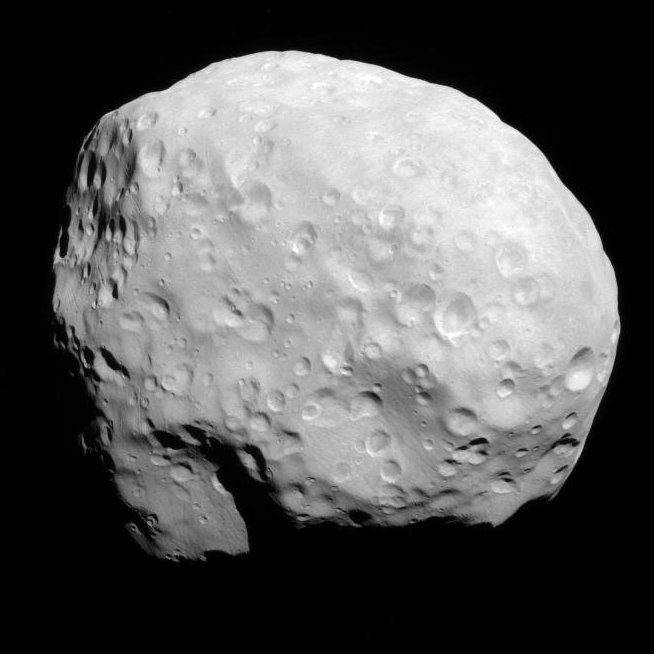
Imatge de la regió nord d'Epimeteu presa per la sonda Cassini a 35.000 km de distància, 2015.

Hi ha diversos cràters a Epimeteu de més de 30 km de diàmetre. El pol sud mostra les restes d'un gran cràter d'impacte que cobreix la major part d'aquesta d'aquesta regió i que podria ser responsable de la forma una mica aplanada de la part sud d'Epimeteu.

## Llista
Els cràters d'Epimeteu porten els noms de personatges vinculats al mite dels Dioscurs (Διόσκουροι). La mateixa regla també s'aplica a Janus per emfasitzar la naturalesa bessona de les dues llunes que comparteixen la mateixa òrbita.
| Cràter   | Coordenades | Diàmetre (km) | Epònim | Ref.  |
| -------- | ----------- | ------------- | --- | ----- |
| Pollux   | n.d.        | n.d.          | Pòl·lux (Πολυδεύκης) - Un dels dos dioscurs. | WGPSN |
| Hilairea | n.d.        | n.d.          | Hilaïra (Ἱλάειρα) - Filla de Leucip. Es va prometre en matrimoni junt amb la seva germana Febe als bessons Idas i Linceu, però va ser segrestada pels Dioscurs. | WGPSN |